# Zwartbandral
De zwartbandral (Rufirallus fasciatus synoniemen: Anurolimnas fasciatus en Laterallus fasciatus) is een vogel uit de familie van de Rallen, koeten en waterhoentjes (Rallidae). De vogel werd in 1868 geldig beschreven door  Philip Sclater en Osbert Salvin.

## Verspreiding en leefgebied
Deze soort komt voor in het westelijk Amazonebekken van zuidoostelijk Colombia tot oostelijk Peru en westelijk Brazilië.